# Yutsutkenne
Yutsutkenne, jedno od plemena Sekani Indijanaca, čiji se lovački teritorij nalazio između jezera McLeod i rijeke Salmon u kanadskoj provinciji Britanska Kolumbija. Prema Hodgeu, od pamtivijeka su s Takullima razmjenjivali kamene sjekire, strijele i drugo oruđe za perlice i metalne artikle.
Morice ih naziva Yu-tsú-tqaze i Yu-tsu-tquenne. Swanton koji citira četiri Jennessova plemena, njih (pod ovim imenom) nema na popisu. Vidi Yutuwichan.